# Campeonato Mundial de Ciclismo en Pista de 1930

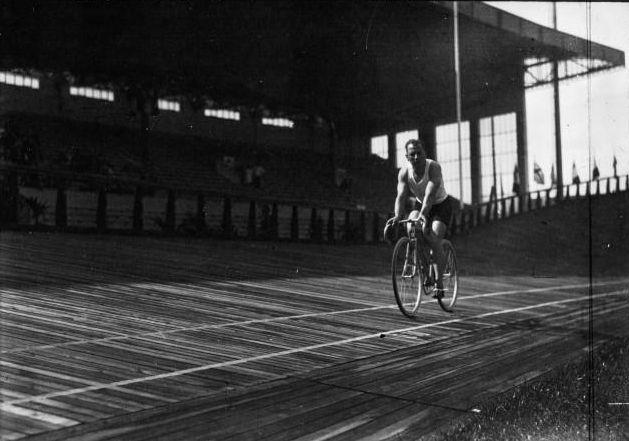
Vista del Estadio de Heysel, sede del campeonato

El XXXIII Campeonato Mundial de Ciclismo en Pista se celebró en Bruselas (Bélgica) entre el 24 y el 30 de agosto de 1930 bajo la organización de la Unión Ciclista Internacional (UCI) y la Federación Belga de Ciclismo.
Las competiciones se realizaron en la pista del Estadio de Heysel de la capital belga. En total se disputaron 3 pruebas, 2 para ciclistas profesionales y una para ciclistas amateur.

## Medallistas

### Profesional
| Evento               | Oro                     | Plata                        | Bronce                 |
| -------------------- | ----------------------- | ---------------------------- | ---------------------- |
| Velocidad individual | Lucien Michard Francia  | Piet Moeskops · Países Bajos | Orlando Piani Italia   |
| Medio fondo          | Erich Möller · Alemania | Georges Paillard Francia     | Robert Grassin Francia |

### Amateur
| Evento               | Oro                    | Plata                     | Bronce                  |
| -------------------- | ---------------------- | ------------------------- | ----------------------- |
| Velocidad individual | Louis Gérardin Francia | Sydney Cozens Reino Unido | Bruno Pellizzari Italia |

## Medallero
| Núm. | País         | Oro | Plata | Bronce | Total |
| ---- | ------------ | --- | ----- | ------ | ----- |
| 1    | Francia      | 2   | 1     | 1      | 4     |
| 2    | Alemania     | 1   | 0     | 0      | 1     |
| 3    | Países Bajos | 0   | 1     | 0      | 1     |
| 3    | Reino Unido  | 0   | 1     | 0      | 1     |
| 5    | Italia       | 0   | 0     | 2      | 2     |
|      | TOTAL        | 3   | 3     | 3      | 9     |